# Bohusläns dragonbataljon
Bohusläns dragonbataljon var ett dragonförband inom svenska armén som verkade i olika former åren 1661–1720. Förbandet hade sitt chefsboställe i Bråland, Foss socken.

## Historik
Bohusläns dragonbataljon bildades den 20 juli 1661 med namnet Dragonregementet i f.d. danska provinserna. Regementet kom även informellt att namnges som Skåne-Bohusläns-Jämtlands dragonregemente. År 1670 upplöstes vardera ett kompani ryttare i Jämtland och Bohuslän, och regementet antog därmed namnet Skåne-Bohusläns dragonregemente. Den 3 december 1679 upplöstes den skånska skvadronen, och regementet reducerades till att endast omfatta en skvadron, och antog därmed namnet Bohusläns dragonbataljon.
År 1684 omorganiseras regementet och blir nu indelt. Den 21 december 1720 sammanslogs dragonerna i norra Bohuslän med Riksänkedrottningens livregemente till häst, vilket fanns i södra Bohuslän och bildade ett kavalleriregemente. Det nya regementet antog namnet Bohusläns kavalleri- och dragonregemente. Den södra bataljonen i det nya regementet förblev kavalleri och den norra dragoner, därav namnet.

## Uniformering
Bohus dragonbataljon hade, som det enda förbandet i svenska armén under stora nordiska kriget, gröna uniformer. Detta gällde även befälet från år 1694.
År 1715 bestod därför dragonernas uniform bl.a. av röda kreponghalsdukar, gröna klädesrockar med foder av gul friserad boj, gula klädesuppslag och krage samt 20 platta mässingsknappar. Kappa av grönt kläde med gult bojfoder och två mässingsspännen. Bockskinnströja, stövlar med sporrar, lärftstrumpor, gula och grå ullstrumpor, vador, hårpung, älghudshandskar, älghudsgehäng, lärftskjortor och blaggarnsskjortor etc

## Förbandschefer
Förbands- och regementschefer verksamma vid förbandet åren 1661–1720.

- 1661–1664: Mattias Kagg
- 1664–1676: Jöran Sperling
- 1676–1677: Wilhelm Moritz von Post
- 1677–1679: Gustaf Douglas
- 1679–1709: Peter Weinholtz
- 1709–1710: Carl Gustaf Kruuse (Tf.)
- 1710–1715: Thure Bielke
- 1715–1716: Christian Albrecht Grothusen   †
- 1716–1720: Thure Gabriel Bielke
- 1716–1719: Reinhold Wilhelm von Essen (Tf.)
- 1719–1719: Jean Louis Bousquet (Tf.)
- 1719–1720: Johan Fredrik Didron (Tf.)

## Namn, beteckning och förläggningsort
| Kungl. Dragonregementet i f.d. danska provinserna | 1661-07-20 | – | 1670-??-?? |
| Kungl. Skåne-Bohusläns dragonregemente            | 1670-??-?? | – | 1679-12-02 |
| Kungl. Bohusläns dragonbataljon                   | 1679-12-03 | – | 1720-12-20 |

| Foss socken (F) | 16??-??-?? | – | 1720-12-20 |